# 干果羊下庄墓地
干果羊下庄墓地，位于中国青海省贵德县常农乡干果羊上庄村，为第四批青海省文物保护单位，公布日期为1986年5月27日，类型为古墓葬。
干果羊下庄墓地的历史年代为卡约文化、汉、唐。